# Mario Seidel
Mario Seidel (* 19. Januar 1995) ist ein deutscher Fußballspieler.

## Karriere
Nach seinen Anfängen in der Jugend des FSV Zwickau wechselte er in die Jugendabteilung des FC Erzgebirge Aue. Nach mehreren Saisons in Aue ohne Einsatz in der ersten Mannschaft wechselte er im Sommer 2017 in die 3. Liga zum 1. FC Magdeburg. Dort kam er zu seinem ersten Einsatz im Profibereich, als er am 5. Mai 2018, dem 37. Spieltag, beim 3:1-Heimsieg gegen den Chemnitzer FC in der Startformation stand. Mit dem FCM wurde er in der Saison 2017/18 Meister und stieg in die 2. Fußball-Bundesliga auf. Dort kam er am 31. Spieltag gegen die SpVgg Greuther Fürth zu seinem einzigen Saisoneinsatz.
Nach dem direkten Wiederabstieg des FCM unterschrieb der Torhüter im Sommer 2019 einen Einjahresvertrag beim Regionalligisten Kickers Offenbach. Nach Auslaufen seines Vertrages und einer halbjährigen Vereinslosigkeit schloss er sich im Winter 2021 ligaintern bis zum Ende der Spielzeit dem FC Rot-Weiß Koblenz an. Bereits im Sommer 2021 wurde er nach Auslaufen seines Vertrages wieder vereinslos. Im September 2021 wechselte er zurück in seine sächsische Heimat und schloss sich dem Sachsenligisten FC 1910 Lößnitz an.

## Erfolge
1. FC Magdeburg
- Meister der 3. Liga und Aufstieg in die 2. Bundesliga: 2018